# Lepidothyris striatus
Lepidothyris striatus là một loài thằn lằn trong họ Scincidae. Loài này được Hallowell mô tả khoa học đầu tiên năm 1854.